# Groot-Brittannië op de Olympische Winterspelen 2002
Tijdens de Olympische Winterspelen van 2002, die in Salt Lake City (Verenigde Staten) werden gehouden, nam Groot-Brittannië voor de negentiende keer deel.

## Medailleoverzicht
| Sport    | Olympiër                                                               | Discipline | Medaille |
| -------- | ---------------------------------------------------------------------- | ---------- | -------- |
| Curling  | Rhona Martin Debbie Knox Fiona MacDonald Janice Rankin Margaret Morton | vrouwen    | Goud     |
| Skeleton | Alex Coomber                                                           | vrouwen    | Brons    |

## Deelnemers en resultaten
(m) = mannen, (v) = vrouwen 

### Alpineskiën
| Olympiër              | Discipline       | Resultaat | Prestatie                                                        |
| --------------------- | ---------------- | --------- | ---------------------------------------------------------------- |
| Alain Baxter          | slalom (m)       | dq        | diskwalificatie (1.42,32) — 50,16+52,16                          |
| Noel Baxter           | slalom (m)       | 20e       | 1.49,64 (+8,58) — 53,66+55,98                                    |
| Ross Green            | reuzenslalom (m) | 29e       | 2.29,31 (+6,03) — 1.15,90+1.13,41                                |
| Ross Green            | combinatie (m)   | 15e       | 3.29,11 (+11,55) afdaling: 1.43,30 slalom: 1.45,81 — 49,97+55,84 |
| Gareth Trayner        | slalom (m)       | 22e       | 1.50,91 (+9,85) — 54,58+56,33                                    |
|                       |                  |           |                                                                  |
| Chemmy Alcott         | afdaling (v)     | 32e       | 1.45,98 (+6,42)                                                  |
| Chemmy Alcott         | super g (v)      | 28e       | 1.17,34 (+3,75)                                                  |
| Chemmy Alcott         | reuzenslalom (v) | 30e       | 2.38,47 (+8,46) — 1.20,25+1.18,22                                |
| Chemmy Alcott         | slalom (v)       | dnf-1     | opgave run 1                                                     |
| Chemmy Alcott         | combinatie (v)   | 14e       | 2.51,34 (+8,06) slalom: 1.32,28 — 47,27+45,01 afdaling: 1.19,06  |
| Emma Carrick-Anderson | slalom (v)       | 19e       | 1.53,79 (+7,69) — 56,25+57,54                                    |

### Biatlon
| Olympiër                                              | Discipline             | Resultaat | Prestatie |
| ----------------------------------------------------- | ---------------------- | --------- | --- |
| Mike Dixon                                            | 10 km sprint (m)       | 74e       | 28.58,7 (+4.07,4) pen.: 1 (0 + 1) |
| Mike Dixon                                            | 20 km (m)              | 79e       | 1:02.04,9 (+11.01,6) pen.: 5 (2 + 1 + 1 + 1) |
| Mark Gee                                              | 10 km sprint (m)       | 72e       | 28.57,8 (+4.06,5) pen.: 2 (2 + 0) |
| Mark Gee                                              | 20 km (m)              | 81e       | 1:02.10,2 (+11.06,9) pen.: 5 (0 + 2 + 2 + 1) |
| Jason Sklenar                                         | 10 km sprint (m)       | 71e       | 28.43,4 (+3.52,1) pen.: 4 (2 + 2) |
| Jason Sklenar                                         | 20 km (m)              | 48e       | 57.27,2 (+6.23,9) pen.: 3 (0 + 1 + 1 + 1) |
| Team Jason Sklenar Mark Gee Mike Dixon Hugh Pritchard | 4x7,5 km estafette (m) | 19e       | 1:36.06,0 (+12.23,7) pen.: 0-16 24.38,4 pen.: 0-4 (0-3 + 0-1) 23.17,3 pen.: 0-5 (0-2 + 0-3) 23.28,9 pen.: 0-2 (0-1 + 0-1) 24.41,4 pen.: 0-5 (0-3 + 0-2) |

### Bobsleeën
| Olympiër                                               | Discipline                        | Resultaat | Prestatie                                       |
| ------------------------------------------------------ | --------------------------------- | --------- | ----------------------------------------------- |
| Lee Johnston Marcus Adam                               | 2-mansbob (m) Groot-Brittannië I  | 10e       | 3.12,27 (+2,16) (48,04 / 48,16 / 48,05 / 48,02) |
| Neil Scarisbrick Colin Bryce                           | 2-mansbob (m) Groot-Brittannië II | 22e       | 3.14,12 (+4,01) (48,44 / 48,46 / 48,72 / 48,50) |
| Neil Scarisbrick Scott Rider Philip Goedluck Dean Ward | 4-mansbob (m) Groot-Brittannië I  | 11e       | 3.09,37 (+1,86) (47,09 / 47,05 / 47,44 / 47,79) |
| Lee Johnston Phil Harries David McCalla Paul Attwood   | 4-mansbob (m) Groot-Brittannië II | 14e       | 3.09,77 (+2,26) (47,06 / 47,32 / 47,41 / 47,98) |
| Cheryl Done Nicola Gautier                             | 2-mansbob (v) Groot-Brittannië I  | 12e       | 1.39,89 (+2,13) (50,10 / 49,79)                 |
| Michelle Coy Jackie Davies                             | 2-mansbob (v) Groot-Brittannië II | 11e       | 1.39,55 (+1,79) (49,77 / 49,78)                 |

### Curling
| Olympiër                                                               | Discipline | Resultaat | Prestatie |
| ---------------------------------------------------------------------- | ---------- | --------- | --- |
| Warwick Smith Hammy McMillan Ewan MacDonald Peter Loudon Norman Brown  | mannen     | 7e        | Groepsfase: 4- 6 Groot-Brittannië - Canada 2- 7 Groot-Brittannië - Zweden 6- 7 Groot-Brittannië - Noorwegen 7- 6 Groot-Brittannië - Duitsland 4- 6 Groot-Brittannië - Finland 5- 6 Groot-Brittannië - Denemarken 4-10 Groot-Brittannië - Zwitserland 7- 3 Groot-Brittannië - Frankrijk 7- 6 Groot-Brittannië - Verenigde Staten |
| Rhona Martin Debbie Knox Fiona MacDonald Janice Rankin Margaret Morton | vrouwen    | Goud      | Groepsfase: 10- 6 Groot-Brittannië - Noorwegen 4- 7 Groot-Brittannië - Zweden 9- 1 Groot-Brittannië - Japan 8- 5 Groot-Brittannië - Rusland 4- 9 Groot-Brittannië - Canada 7- 4 Groot-Brittannië - Zwitserland 8- 6 Groot-Brittannië - Denemarken 5- 6 Groot-Brittannië - Verenigde Staten 5- 7 Groot-Brittannië - Duitsland Tie-Break 1: 6- 4 Groot-Brittannië - Zweden Tie-Break 2: 9- 5 Groot-Brittannië - Duitsland Halve finale: 6- 5 Groot-Brittannië - Canada Finale: 4- 3 Groot-Brittannië - Zwitserland |

### Freestyleskiën
| Olympiër         | Discipline | Resultaat | Prestatie                    |
| ---------------- | ---------- | --------- | ---------------------------- |
| Sam Temple       | moguls (m) | 29e       | dnq (kwalificatie: 9,03 p.)  |
| Joanne Bromfield | moguls (v) | 28e       | dnq (kwalificatie: 18,75 p.) |
| Laura Donaldson  | moguls (v) | 29e       | dnq (kwalificatie: 18,41 p.) |

### Kunstrijden
| Olympiër                        | Discipline | Resultaat | Prestatie                                                 |
| ------------------------------- | ---------- | --------- | --------------------------------------------------------- |
| Marika Humphreys Vitali Baranov | ijsdansen  | 15e       | 30,4 p. (verpl.1: 16 - verpl.2: 16 - org.: 15 - vrij: 15) |

### Rodelen
| Olympiër    | Discipline | Resultaat | Prestatie                                             |
| ----------- | ---------- | --------- | ----------------------------------------------------- |
| Mark Hatton | mannen     | 25e       | 3.01,566 (+3,625) (45,391 / 45,509 / 45,107 / 45,559) |

### Schansspringen
| Olympiër       | Discipline              | Resultaat | Prestatie                                          |
| -------------- | ----------------------- | --------- | -------------------------------------------------- |
| Glynn Pedersen | normale schans ind. (m) | 55e       | kwalificatie 43e — uitgeschakeld: 78,5 p. (88,0 m) |
| Glynn Pedersen | grote schans ind. (m)   | 62e       | kwalificatie 48e — uitgeschakeld: 91,0 p. (56,3 m) |

### Shorttrack
| Olympiër       | Discipline | Resultaat | Prestatie                                     |
| -------------- | ---------- | --------- | --------------------------------------------- |
| Dave Allardice | 500 m (m)  | 19e       | dnq, vr 4 (3e): 42,980                        |
| Leon Flack     | 500 m (m)  | 22e       | dnq, vr 5 (3e): 43,965                        |
| Leon Flack     | 1000 m (m) | 14e       | dnq, kf 1 (4e): 1.28,604, vr 4 (2e): 1.29,584 |
| Leon Flack     | 1500 m (m) | 22e       | dnq, vr 3 (4e): 2.25,832                      |
| Nicky Gooch    | 1000 m (m) | 27e       | dnq, vr 8 (4e): 1.38,034                      |
| Nicky Gooch    | 1500 m (m) | 17e       | dnq, hf 2 (5e): 2.25,903, vr 2 (3e): 2.27,084 |
|                |            |           |                                               |
| Sarah Lindsay  | 500 m (v)  | 10e       | dnq, kf 3 (3e): 44,912, vr 7 (1e): 45,461     |
| Sarah Lindsay  | 1000 m (v) | 13e       | dnq, kf 2 (3e): 1.36,753, vr 6 (2e): 1.42,157 |
| Sarah Lindsay  | 1500 m (v) | 24e       | dnq, vr 5 (5e): 3.01,223                      |
| Jo Williams    | 500 m (v)  | 21e       | dnq, vr 4 (3e): 46,631                        |
| Jo Williams    | 1000 m (v) | 9e        | dnq, kf 4 (4e): 1.34,373, vr 3 (1e): 1.39,672 |
| Jo Williams    | 1500 m (v) | 16e       | dnq, vr 1 (4e): 2.27,845                      |

### Skeleton
| Olympiër        | Discipline | Resultaat | Prestatie                     |
| --------------- | ---------- | --------- | ----------------------------- |
| Kristan Bromley | mannen     | 13e       | 1.43,43 (+1,47) — 52,17+51,26 |
| Alex Coomber    | vrouwen    | Brons     | 1.45,37 (+0,26) — 52,48+52,89 |

### Snowboarden
| Olympiër       | Discipline   | Resultaat | Prestatie                      |
| -------------- | ------------ | --------- | ------------------------------ |
| Lesley McKenna | halfpipe (v) | 17e       | dnq kwal. 1: 12,5 kwal. 2:25,3 |

Amerikaanse Maagdeneilanden · Andorra · Argentinië · Armenië · Australië · Azerbeidzjan · België · Bermuda · Bosnië en Herzegovina · Brazilië · Bulgarije · Canada · Chili · China · Chinees Taipei · Costa Rica · Cyprus · Denemarken · Duitsland · Estland · Fiji · Finland · Frankrijk · Georgië · Griekenland · Groot-Brittannië · Hongarije · Hongkong · Ierland · IJsland · India · Iran · Israël · Italië · Jamaica · Japan · Joegoslavië · Kameroen · Kazachstan · Kenia · Kirgizië · Kroatië · Letland · Libanon · Liechtenstein · Litouwen · Macedonië · Mexico · Moldavië · Monaco · Mongolië · Nederland · Nepal · Nieuw-Zeeland · Noorwegen · Oekraïne · Oezbekistan · Oostenrijk · Polen · Roemenië · Rusland · San Marino · Slovenië · Slowakije · Spanje · Tadzjikistan · Thailand · Trinidad en Tobago · Tsjechië · Turkije · Venezuela · Verenigde Staten · Wit-Rusland · Zuid-Afrika · Zuid-Korea · Zweden · Zwitserland

Uitgesloten van deelname: Puerto Rico